# High Court of Justiciary

Royal Coat of Arms of the United Kingdom (Government in Scotland)

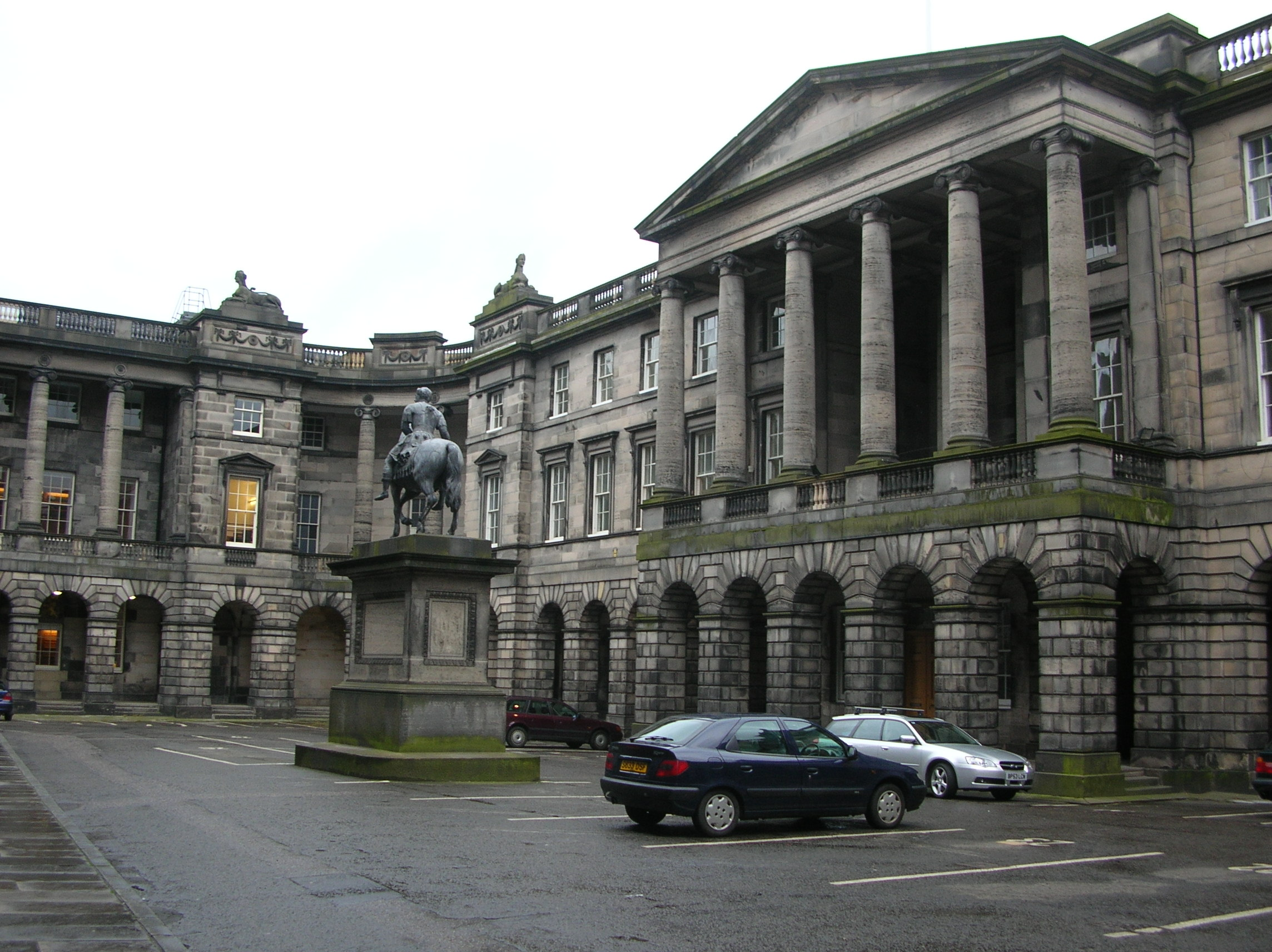
Parliament House in Edinburgh

Der High Court of Justiciary (deutsch „Oberstes Gericht der Justiz“) ist das oberste Strafgericht in Schottland und damit Teil des College of Justice, das die Obersten Gerichte von Schottland umfasst. Der Sitz des High Court of Justiciary befindet sich im Parliament House in Edinburgh.

## Geschichte
Die Gründung des Court of Session erfolgte 1532 unter dem schottischen König Jakob V. 1672 wurde zudem der High Court of Justiciary gegründet, der bis heute das höchste Strafgericht Schottlands ist. Die Eigenständigkeit des Rechtssystems blieb auch nach dem Act of Union 1707 erhalten, der in Art. 19 statuierte, der Court of Session und der High Court of Justiciary „do after the Union and notwithstanding thereof, remain in all time coming within Scotland.“

## Aktuelle Situation
Vorsitzender ist der Lord President (Lord President of the Court of Session and Lord Justice General), seit 2015 Colin Sutherland, Lord Carloway. Er ist Schottlands oberster Richter und wird vertreten durch den Lord Justice Clerk, seit 2016 Leeona Dorrian, Lady Dorrian. 
Richter des High Court of Justiciary gehören dem College of Justice an und haben Anspruch auf den Höflichkeitstitel Lord oder Lady zusammen mit einem Nachnamen oder einer territorialen Bezeichnung, auch wenn sie nicht selbst Peers sind.
Die Berufung der Richter erfolgt durch den britischen Monarchen auf Empfehlung des schottischen First Ministers, der diese wiederum auf Basis von Empfehlungen des Judicial Appointments Board for Scotland abgibt. Die Richteramtszeit endet mit dem Ruhestandsalter von 75 Jahren.